# Jaime Malet Perdigo
Jaime Malet (Barcelona, 5 de mayo de 1964) es un empresario y abogado español, presidente de la Cámara de Comercio de Estados Unidos en España desde el año 2002 y CEO de TELAM Partners.
Es licenciado en Derecho por la Universidad de Barcelona; Máster (LLM) en Derecho Internacional y Economía por la Universidad de Houston; y Programa de Alta Dirección (PADE) por IESE.
Desde 2002, preside la Cámara de Comercio de Estados Unidos en España (AmChamSpain), una de las cámaras bilaterales más antiguas de Europa fundada en 1917. AmChamSpain representa los intereses de 250 empresas estadounidenses (30 Fortune 100) y españolas (20 IBEX) y trabaja para fortalecer la competitividad y la internacionalización de la economía española y el fomento de inversiones bilaterales entre ambos países.
La Cámara publica periódicamente informes estratégicos. Uno de los más recientes, presentado a principios de 2025, propone medidas para que España se consolide como un gran hub energético en Europa, y atraiga con ello inversiones globals tanto en industria sostenible y en transformación digital.
Como presidente de la Cámara, ha sido el encargado de coordinar sucesivas delegaciones empresariales de los Presidentes del Gobierno de España a Estados Unidos: 2003 José María Aznar; 2008 y 2010 José Luis Rodríguez Zapatero; 2014 Mariano Rajoy; y 2018, 2019 y 2021 Pedro Sánchez. En el año 2008 hizo una campaña de lobby en Estados Unidos para que España atendiese a las reuniones del G-20 como observador.
Por otra parte, durante su mandato se fomentaron cambios legislativos en materia de propiedad intelectual, en temas laborales y comerciales. Fue uno de los impulsores del ‘High Level Working Group for Competitiveness’, formado por miembros de la UE y funcionarios de alto nivel de la Administración de EEUU para disminuir aranceles y homogeneizar estándares industriales.
Malet también es CEO y Fundador de TELAM Partners, una firma de consultoría estratégica internacional, especializada en proyectos de impacto en energía, infraestructura y tecnología. La firma se centra en posicionar a empresas globales para el crecimiento en Europa, Estados Unidos y Latinoamérica.
Por otro lado, Malet es miembro del Real Patronato del Museo Nacional de El Prado, forma parte del grupo de expertos del World Economic Forum (WEF) y asiste al foro de Davos. Es miembro del Consejo de Acción Empresarial de la CEOE y también del patronato de la Fundación Consejo España-Estados Unidos.
Malet ha asesorado estratégicamente como senior advisor o parte del equipo directivo a grandes compañías como NextEra Energy, Cisco Systems, Álvarez & Marsal, Sacyr, Tyco Electronics, Betfair, Air Products, Itinere, T-Systems, Indra Systems y Cosentino. Preside el Consejo Asesor de Zurich Insurance Group en España. Como inversor ha apoyado también a numerosas start ups con tecnologías disruptivas.
Malet, en línea con la opinión del Gobierno español, declaró que la independencia de Cataluña “podría llevar a una deslocalización masiva de puestos de trabajo y de inversión de muchas compañías extranjeras”, Asimismo, Malet criticó el proceso independentista catalán durante su intervención en la cena de gala de conmemoración del centenario de la Cámara de Comercio de EE. UU. en España (AmChamSpain), presidida por Felipe VI en el Teatro Real ante medio millar de invitados. Ante lo ocurrido en Cataluña, Malet ha considerado justificado que una entidad como la que preside "alce la voz" contra "los políticos y los gobernantes que llevan a cabo procesos que pueden poner en peligro puestos de trabajo, inversiones y el bienestar de las familias".
El posicionamiento de Malet en el tema catalán ha generado reacciones en todos los sentidos.
Autor de "Del Tibidabo al Mar" (RBA, 2021), una compilación de relatos sobre el llamado "problema catalán".